# 长洲岛 (梧州)
长洲岛位于中华人民共和国广西壮族自治区梧州市市区西南郊的浔江中，属于梧州市长洲区长洲镇管辖，面积12平方千米，岛上最高点高于水面63米。长洲岛是中国境内最大的内河岛。岛东部建有梧州长洲岛机场（已关闭），西端建有长洲水电站。